# Пођо дел Соле (Савона)
Пођо дел Соле је насеље у Италији у округу Савона, региону Лигурија.
Према процени из 2011. у насељу је живело 204 становника. Насеље се налази на надморској висини од 142 м.